# 凯茜·贝克
凯茜·贝克（英語：Kathy Baker，1950年6月8日—），美国女演员。曾获得黄金时段艾美奖戏剧类电视系列剧最佳女主角。